# 6. Division (Japanisches Kaiserreich)
Die 6. Division (jap. 第6師団, Dai-roku shidan) war eine Division des Kaiserlich Japanischen Heeres, die von 1888 bis 1945 bestand. Ihr Tsūshōgō-Code (militärischer Tarnname) war Licht-Division (明兵団, Akari-heidan) oder 9015 bzw. 9016.

## Allgemeine Daten
Die Ursprünge der 6. Division gehen auf die in der Kumamoto-Garnison stationierten Truppen zurück. Auf Empfehlung des preußischen Militärberaters Jakob Meckel wurden aus den seit 1871 bestehenden sechs regionalen Kommandos die ersten sechs Divisionen gebildet. Die Division wurde am 12. Mai 1888 in Kumamoto aktiviert und umfasste ca. 15.000 Mann. Sie kämpfte im Laufe ihrer Einsatzgeschichte im Ersten und Zweiten Japanisch-Chinesischen Krieg, dem Russisch-Japanischen Krieg und dem Pazifikkrieg. Ihr letzter Standort war auf der Insel Bougainville im Pazifik, wo die Reste der Division mit den anderen japanischen Verbänden am 21. August 1945 vor US-amerikanischen und australischen Truppen kapitulierten.

## Geschichte der Einheit
Im Mai 1888 wurde sie als Karree-Division aus der 11. Brigade (13. und 45. Infanterie-Regiment) und 24. Brigade (23. und 48. Infanterie-Regiment), dem 6. Kavallerie-Regiment und dem 6. Artillerie-Regiment aufgestellt.
1895 nahm sie am Ersten Japanisch-Chinesischen Krieg teil.
Während des Russisch-Japanischen Krieges 1904–1905 unterstand sie anfangs der 3. Armee unter dem Kommando von Generalleutnant Ōkubo Haruno und landete im Mai 1904 bei Dalny, zirka 30 km nordöstlich von Port Arthur. Kurz darauf nahm sie an den Schlachten von Tashihchiao, Liaoyang, am Shaho und Mukden teil.
Von 1931 bis 1932 nahm die 6. Division an der Besetzung der Mandschurei unmittelbar nach dem Mukden-Zwischenfall teil.

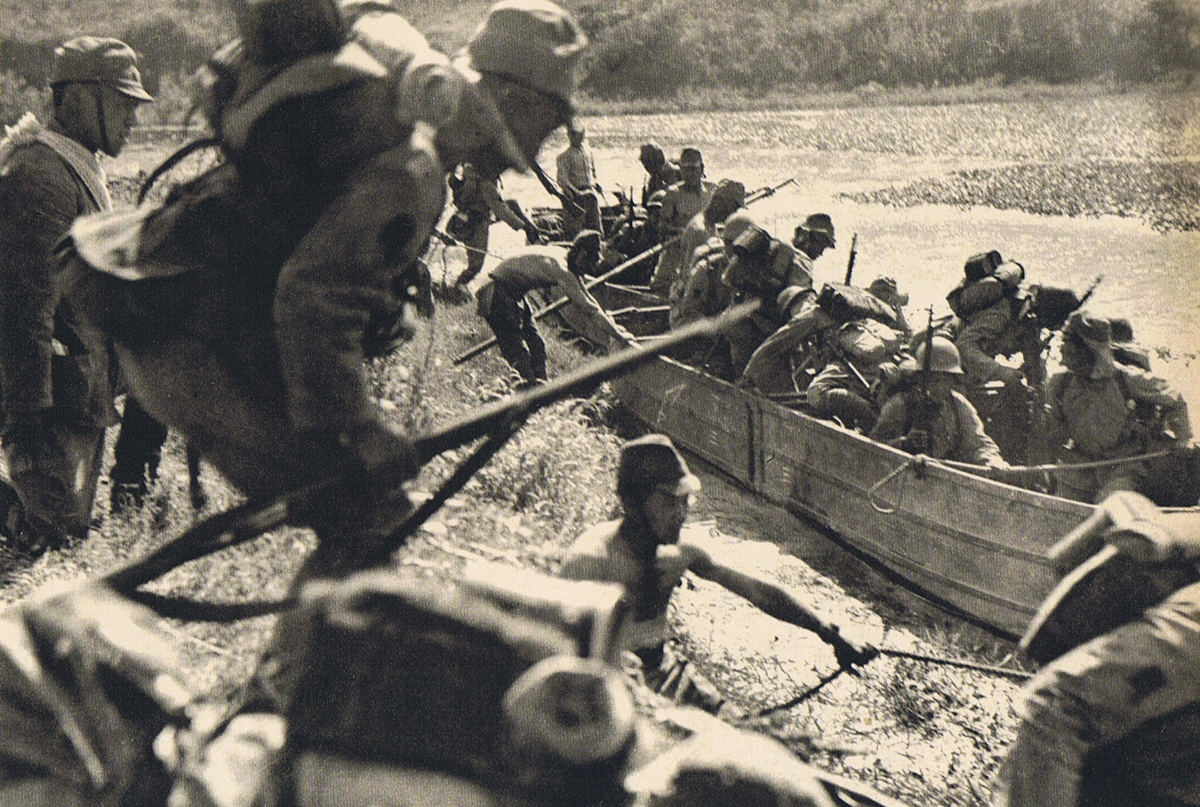
Soldaten der Ikeda-Einheit überqueren während der Schlacht von Zaoyang-Yichang einen Nebenfluss des Han-Flusses.

Ab 1937 nahm die 6. Division am Zweiten Japanisch-Chinesischen Krieg teil und war vom 20. Oktober 1937 bis 14. Februar 1938 der 10. Armee zugeteilt. Anfang Juli wurde die Division der neu formierten 11. Armee unterstellt, nach dem Vorstoß entlang des Jangtse gelang am 25. Oktober 1938 zusammen mit dem Detachement Hata die Besetzung von Wuhan (Hankou). Vom 1. Mai 1940 bis zum 18. Juni 1940 fand die Schlacht von Zaoyang-Yichang statt, an der Teile der 6. Division, nach ihrem Kommandeur Ikeda Naomi Ikeda-Einheit genannt, teilnahmen.
Im Zweiten Weltkrieg war ihr letzter Standort auf der Insel Bougainville (17. Armee) im Pazifik, wo die Division nach monatelangen Kämpfen mit den anderen japanischen Verbänden am 21. August 1945 kapitulierte.

## Gliederung

### 1888
- 11. Brigade
  - 13. Infanterie-Regiment
  - 45. Infanterie-Regiment
- 24. Brigade
  - 23. Infanterie-Regiment
  - 48. Infanterie-Regiment
- 6. Kavallerie-Regiment
- 6. Artillerie-Regiment

### Zu Kriegsende 1945
- 13. Infanterie-Regiment
- 23. Infanterie-Regiment
- 45. Infanterie-Regiment
- 6. Feldartillerie-Regiment
- 6. Pionier-Regiment
- 6. Transport-Regiment

## Führung
Divisionskommandeure
- Yamaji Motoharu, Generalleutnant: 14. Mai 1888 – 7. Juni 1890
- Nozaki Sada Kiyoshi, Generalleutnant: 7. Juni 1890 – 8. Dezember 1892
- Prinz Kitashirakawa Yoshihisa, Generalleutnant: 8. Dezember 1892 – 10. November 1893
- Kuroki Tamemoto, Generalleutnant: 10. November 1893 – 14. Oktober 1896
- Ibaraki Ken (Akira ?), Generalleutnant: 14. Oktober 1896 – 25. April 1900
- Iseratomo Yoshinari, Generalleutnant: 25. April 1900 – 5. Mai 1902
- Ōkubo Haruno, Generalleutnant: 5. Mai 1902 – 6. Juli 1906
- Nishijima Jogi, Generalleutnant: 6. Juli 1906 – 3. September 1909
- Kigoshi Yasutsuna, Generalleutnant: 3. September 1909 – 6. September 1911
- Umezawa Michiharu, Generalleutnant: 6. September 1911 – 4. Oktober 1915
- Akashi Motojirō, Generalleutnant: 4. Oktober 1915 – 6. Juni 1918
- Koike Yasuyuki, Generalleutnant: 10. Juni 1918 – 28. Juni 1921
- Yamada Torao, Generalleutnant: 28. Juni 1921 – 24. November 1922
- Kanzo Yuhara, Generalleutnant: 24. November 1922 – 2. März 1926
- Fukuda Hikosuke, Generalleutnant: 2. März 1926 – 1. August 1929
- Sadao Araki, Generalleutnant: 2. August 1929 – 1. August 1931
- Sakamoto Seimigi, Generalleutnant: 1. August 1931 – 5. März 1934
- Kashii Kohei, Generalleutnant: 5. März 1934 – 2. Dezember 1935
- Hisao Tani, Generalleutnant: 2. Dezember 1935 – 28. Dezember 1937
- Inaba Shiro, Generalleutnant: 28. Dezember 1937 – 1. Dezember 1939
- Kacumoto Machijiri, Generalleutnant: 1. Dezember 1939 – 1. April 1941
- Masatane Kanda, Generalleutnant: 1. April 1941 – 1. April 1945
- Akinaga Tsutomi, Generalleutnant: 1. April 1945 – August 1945